# Посадув (гміна Ульгівок)
Посадув (пол. Posadów; укр. Посадів) — частина села Рокітно в Польщі, в Люблінському воєводстві Томашовського повіту, ґміни Ульгувек. 